# ダカール
ダカール（Dakar、現地ウォロフ語表記: Ndakaaru）は、セネガルの首都でありダカール州の州都。アフリカ大陸の最西端、ヴェルデ岬半島に位置し、大西洋横断貿易において重要な位置を占め、この地域の主要港湾であり、コートジボワールのアビジャンと並んでフランス語圏西アフリカの商業の中心都市である。人口2,098,648人（2004年）。
パリ-ダカール・ラリーの終着点だったことで知られている。同ラリーは2009年以降は南米や中東のみでの開催となっているが、「ダカール」の名はラリーレイド競技の歴史に残る栄典として、現在も『ダカール・ラリー』の名で存続している。
2026年にはダカール夏季ユース五輪が開催される予定である。アフリカでオリンピックに関係するイベントが行われるのはこれが初である。

## 歴史

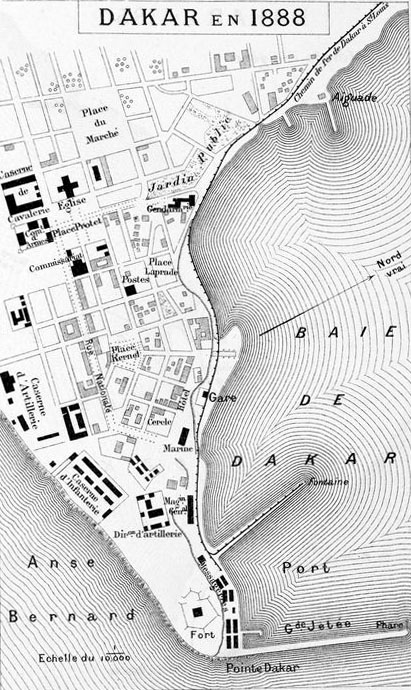
1888年のダカール

16世紀から19世紀にかけて、ダカールは大西洋を横断する奴隷貿易の中心地であった。ダカールから船出して西半球（南アメリカ、アメリカ大陸の各植民地、カリブ海沿岸地域を含む）へ運ばれた奴隷の数は、アフリカの他のどの単一の港から運ばれた奴隷の数よりも大きい。ダカールから運ばれる奴隷は、ゴレ島のエストレー要塞に集められ、船に運び込まれた。エストレー要塞は20世紀になってセネガル政府により修復され、現在は博物館になっている。
ダカールの都市部はフランスにより建設された砦を中心に形成された。1902年にサンルイ（Saint-Louis）に変わり仏領西アフリカの首都となった。
第二次世界大戦中、セネガル植民地はヴィシー政府に忠誠を誓ったため、1940年9月シャルル・ド・ゴールの自由フランス軍がダカール港を攻撃したが失敗に終わったことがある（ダカール沖海戦）。
第二次世界大戦後、フランスからの独立に際して1959年から1960年の間、ごく短期間ではあるがマリ連邦の首都となった。マリ連邦の解消後にセネガルの首都となり、現在に至る。

## 地理、気候

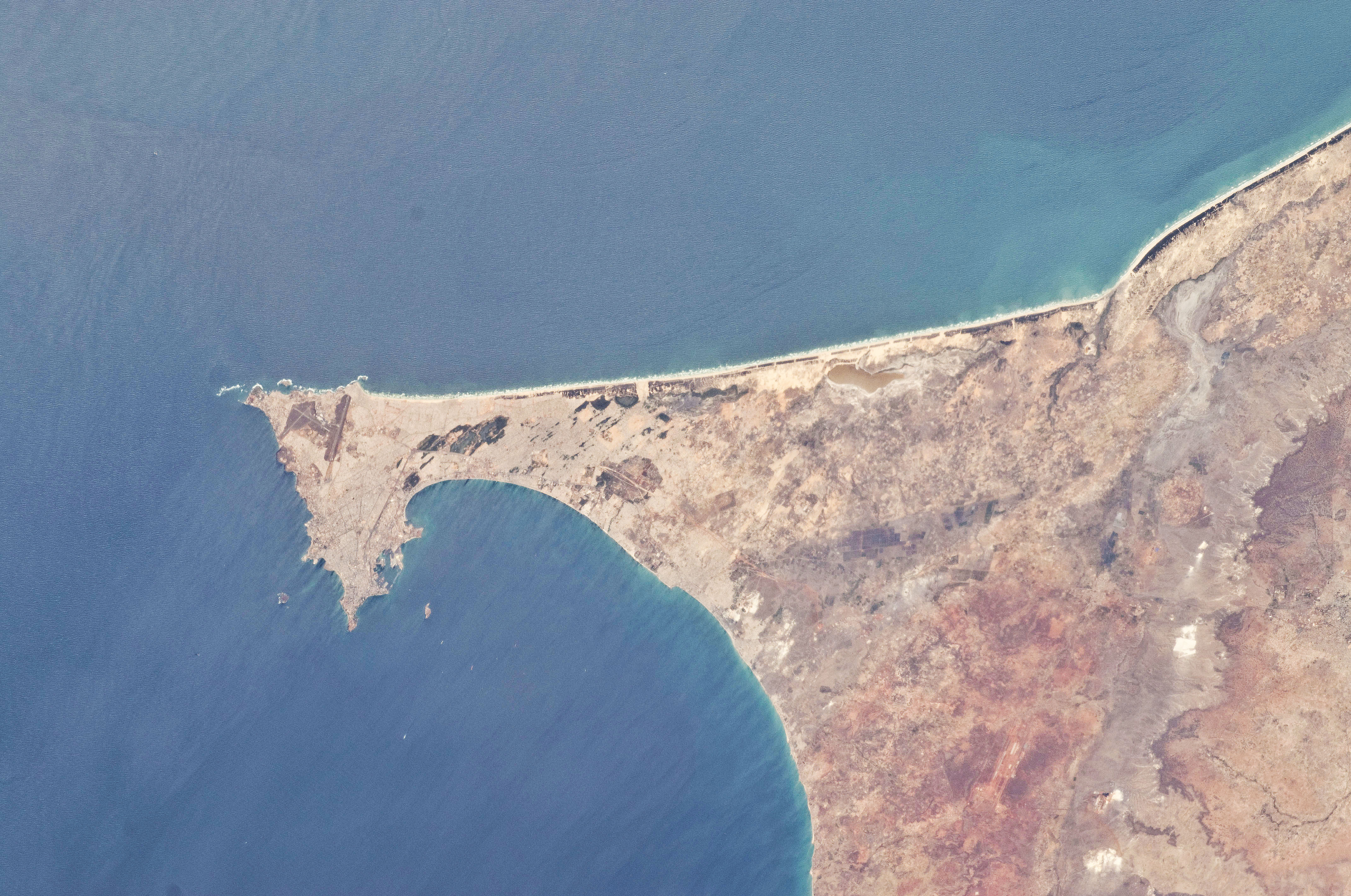
ダカールの衛星写真

ダカールの気候は温暖である。ダカールはケッペンの気候区分によるとステップ気候 (BSh) に分類され、雨季は短く乾季は長い。雨季は7月から10月までであり、残りの8か月は乾季である。年間降水量は推定540mmである。ダカールは大西洋に面し、年間を通じて海風に冷やされるため、ニアメやンジャメナほど暑くはならない。
ダカールは大西洋上に突出した半島上に位置する。都市の中心は半島南端部のプラトー地区であり、政治及び商業の中心として機能している。半島北側の海岸は砂州や砂丘が発達しており、半島南側は北に向かい湾曲しているため天然の良港となっていて、大規模な港湾が存在する。都市の急成長に伴い先端部から都市域が拡大しており、半島部はほぼ都市化され、付け根に位置するリュフィスクなどの町にも都市化の波が及びつつある。
| ダカールの気候         | ダカールの気候 | ダカールの気候 | ダカールの気候 | ダカールの気候 | ダカールの気候 | ダカールの気候 | ダカールの気候 | ダカールの気候 | ダカールの気候 | ダカールの気候 | ダカールの気候 | ダカールの気候 | ダカールの気候 |
| 月                     | 1月            | 2月            | 3月            | 4月            | 5月            | 6月            | 7月            | 8月            | 9月            | 10月           | 11月           | 12月           | 年             |
| ---------------------- | -------------- | -------------- | -------------- | -------------- | -------------- | -------------- | -------------- | -------------- | -------------- | -------------- | -------------- | -------------- | -------------- |
| 最高気温記録 °C （°F） | 39 (102)       | 38 (100)       | 43 (109)       | 38 (100)       | 38 (100)       | 38 (100)       | 37 (99)        | 37 (99)        | 38 (100)       | 38 (100)       | 37 (99)        | 35 (95)        | 43 (109)       |
| 平均最高気温 °C （°F） | 26 (79)        | 27 (81)        | 27 (81)        | 27 (81)        | 29 (84)        | 31 (88)        | 31 (88)        | 31 (88)        | 32 (90)        | 32 (90)        | 30 (86)        | 27 (81)        | 29 (84)        |
| 平均最低気温 °C （°F） | 18 (64)        | 17 (63)        | 18 (64)        | 18 (64)        | 20 (68)        | 23 (73)        | 24 (75)        | 24 (75)        | 24 (75)        | 24 (75)        | 23 (73)        | 19 (66)        | 21 (70)        |
| 最低気温記録 °C （°F） | 13 (55)        | 14 (57)        | 15 (59)        | 16 (61)        | 16 (61)        | 18 (64)        | 21 (70)        | 21 (70)        | 21 (70)        | 21 (70)        | 18 (64)        | 12 (54)        | 12 (54)        |
| 降水量 mm （inch）     | 0 (0)          | 0 (0)          | 0 (0)          | 0 (0)          | 0 (0)          | 18 (0.71)      | 89 (3.5)       | 254 (10)       | 132 (5.2)      | 38 (1.5)       | 3 (0.12)       | 8 (0.31)       | 542 (21.34)    |
| 出典：BBC Weather      |                |                |                |                |                |                |                |                |                |                |                |                |                |

## 経済

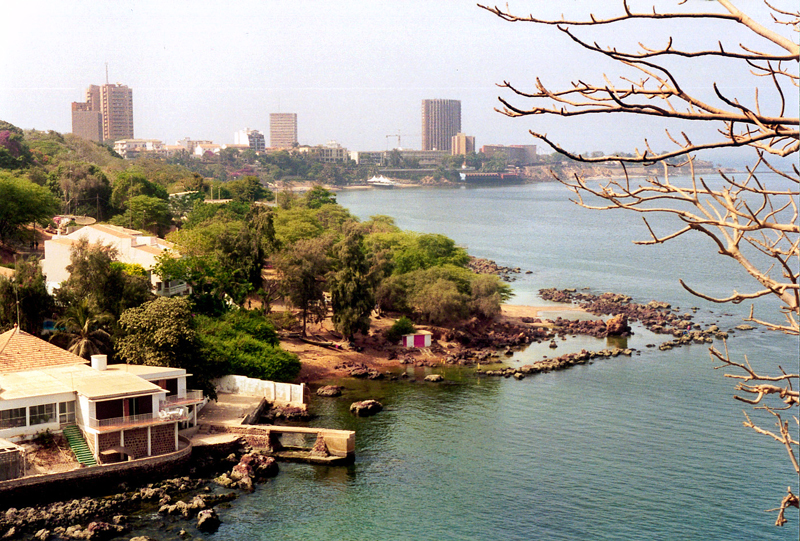
ベルナール湾・プラトー (Baie Hanse-Bernard)

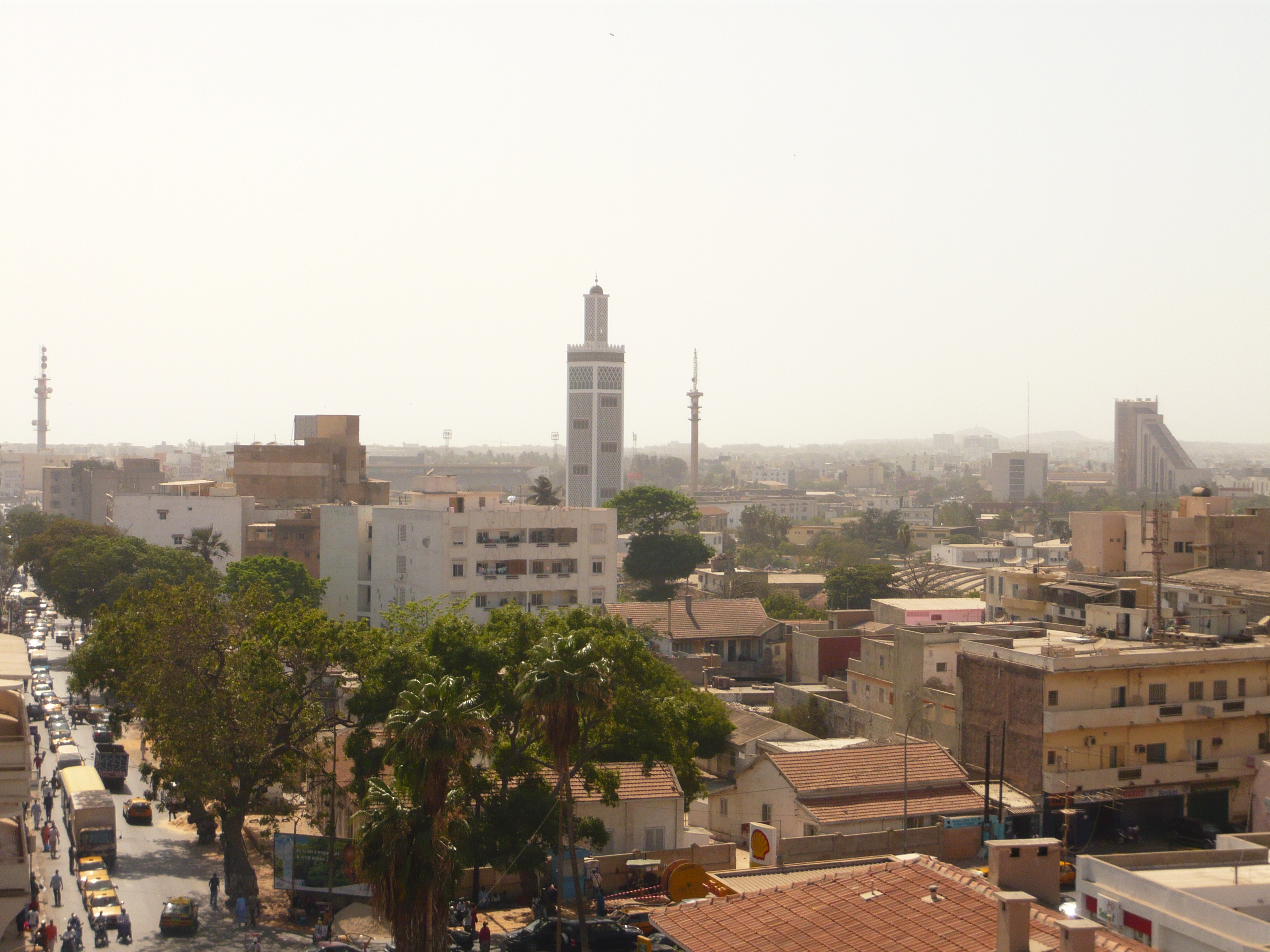
ダカールの街並み

西アフリカ商業の中心地のひとつ。西アフリカ諸国中央銀行 (BCEAO、Banque centrale des États de l'Afrique de l'Ouest) の本部がある。
市内の目抜き通りはポンピドゥー通り。中心部には、国内最大のサンダガ市場、魚類に強いケルメル市場、魚類専門のスンベジュンがある。

## 行政区
ダカール市は郡 (Arrondissement) と19区 (Commune d'arrondissement) に分かれている。
- ダカール・プラトー郡
  - プラトー
  - メディナ
  - ファン＝ポワン・ウ＝アミチエ
  - グール・ファス＝タペ＝コロバン
  - ゴレ
- アルマディ郡
  - ヨフ
  - ンゴール
  - メルモズ＝サクレ・クール
  - ワカム
- グラン・ダカール郡
  - グラン・ダカール
  - アシュ・エル・エム
  - デュプル＝デルクレ
  - アン＝ベル・エール
  - シカップ＝リベルテ
  - ビスキュイテリエ
- パルセル・アセニー郡
  - パルセル・アセニー
  - カンベレン
  - パット・ドワ
  - グラン・ヨフ

## 交通
市内交通の中心はカール・ラピッドと呼ばれる乗り合いバス、セットプラースと呼ばれる乗り合いタクシーとタクシーである。
- ダカール駅（ダカール・ニジェール鉄道の始発駅）
- ダカール港
- ブレーズ・ジャーニュ国際空港
  - 2017年12月7日にレオポール・セダール・サンゴール国際空港に代わる国際空港として開港。
- トランス・アフリカ・ハイウェイ
  - TAH 1号線 - エジプト カイロと結ぶ。
  - TAH 5号線 - チャド ンジャメナと結ぶ。
  - TAH 7号線 - ナイジェリア ラゴスと結ぶ。

## 施設
- セネガル大統領府
- セネガル国民議会
- アフリカ・ルネサンスの像
- ダカール大学
  - テオドール・モノ・アフリカ美術博物館
- 米国サフォーク大学ダカール校

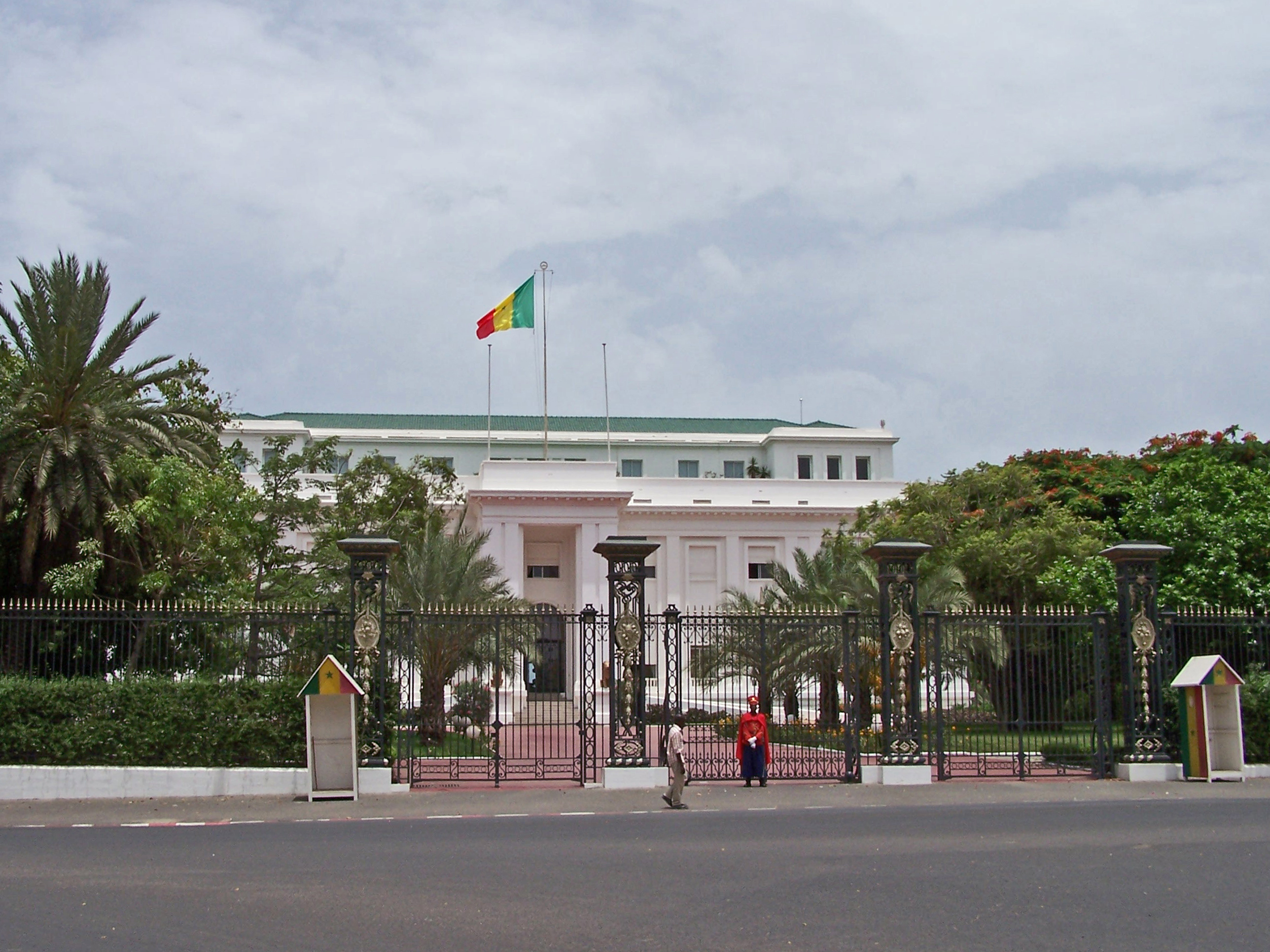
セネガル大統領府

- スタッド・レオポルト・セダール・サンゴール（サッカー等の競技用）
- ディアムニアディオ・オリンピックスタジアム（ダカールユース五輪のメイン会場）
- デンバ・ジョップ競技場（セネガル伝統相撲ランブ等の競技用）
- ル・メリディアンホテル&リゾート
- アコーホテルズ
- マドレーヌ諸島

## 姉妹都市
| - ワシントンD.C.（アメリカ） - アナーバー（アメリカ） - 台北市（台湾） - スファックス（チュニジア） - プライア（カーボベルデ） - アルジェ (アルジェリア) - オラン（アルジェリア） - ニアメ（ニジェール） - ミラノ（イタリア） - マルセイユ（フランス） | - パリ（フランス） - キンシャサ（コンゴ民主共和国） - 東エルサレム（パレスチナ） - ドゥアラ （カメルーン） - カサブランカ （モロッコ） - ブラザヴィル（コンゴ共和国） - ビサウ（ギニアビサウ） - バンジュール（ガンビア） - バマコ（マリ共和国） - バクー（アゼルバイジャン） |

## 関係者
著名な出身者
- ラミーヌ・ディアック（元国際陸連会長、元国際オリンピック委員会委員）
- セゴレーヌ・ロワイヤル（フランスの女性政治家、2007年仏大統領選立候補者） - 1953年、仏領ダカールのウアカム (fr) 地区生まれ。
- パトリス・エヴラ（元サッカー選手、フランス国籍）

居住その他ゆかりある人物
- センベーヌ・ウスマン（映画監督、作家） - ダカールで死去。